# مونت سوکبارو
مونت سوکبارو (به لاتین: Mont Sokbaro) یک کوه در بنین است که در باسیلا، بنین واقع شده‌است. مونت سوکبارو ۶۵۸ متر بالاتر از سطح دریا واقع شده‌است.